# High Maintenance
High Maintenance ist die zweite EP der US-amerikanischen Schauspielerin und Sängerin Miranda Cosgrove, die am 17. März 2011 unter dem Label Columbia Records erschien. Sie erreichte Platz 34 in den Billboard 200.

## Entstehung
Im Januar 2011 kündigte Cosgrove in einem Interview mit Billboard an, dass sie im März 2011 eine EP veröffentlichen würde. Sie erwähnte außerdem, dass auf dem Werk ein Duett mit Rivers Cuomo enthalten sei, welches den gleichen Namen wie die EP trüge. Ebenfalls im Januar 2011 veröffentlichte Cosgrove die erste und einzige Single der EP, Dancing Crazy, nach welcher kurz darauf auch ihre erste Tournee benannt wurde.

## Titelliste
| #  | Titel                               | Songwriting                                               | Länge |
| -- | ----------------------------------- | --------------------------------------------------------- | ----- |
| 1. | Dancing Crazy                       | Avril Lavigne, Max Martin, Shellback                      | 3:40  |
| 2. | High Maintenance (mit Rivers Cuomo) | Josh Alexander, Rivers Cuomo, Billy Steinberg             | 3:09  |
| 3. | Face of Love                        | Scott Cutler, Carsten Mortensen, Anne Preven, Lucas Secon | 3:32  |
| 4. | Kiss You Up                         | Jimmy Harry, Tony Kanal, Maureen "MoZella" McDonald       | 3:06  |
| 5. | Sayonara                            | Greg Kurstin, Bonnie McKee, Nicole Morier                 | 2:41  |

## Chartplatzierungen
| ChartsChartplatzierungen       | Höchstplatzierung | Wochen |
| ------------------------------ | ----------------- | ------ |
| Vereinigte Staaten (Billboard) | 34 (5 Wo.)        | 5      |